# Dicranomyia alticola
Dicranomyia alticola är en tvåvingeart som beskrevs av Edwards 1916. Dicranomyia alticola ingår i släktet Dicranomyia och familjen småharkrankar.
Artens utbredningsområde är Taiwan. Inga underarter finns listade i Catalogue of Life.